# تحصیل دریاخان
تحصیل دریاخان (به انگلیسی: Darya Khan Tehsil) یک تحصیل در پاکستان است که در پنجاب واقع شده‌است.